# Steinstraße (Medizin)
Als Steinstraße wird ein unerwünschter Nebeneffekt der extrakorporalen  Stoßwellenlithotripsie, also der Zertrümmerung von Nierensteinen, bezeichnet.
Sammeln sich Teile des zertrümmerten Steins im Harnleiter an, spricht man von einer Steinstraße. Sie entsteht bei etwa 7 bis 10 Prozent aller Stoßwellenbehandlungen von Nierensteinen. Ihre Behandlung richtet sich nach dem Ausmaß der Steinstraße und nach eventuellen weiteren Symptomen. Ist die Ausdehnung der Steinfragmente kleiner als 5 cm und liegt nicht zusätzlich noch eine Urosepsis vor, so kann man die Steinreste an Ort und Stelle noch weiter zertrümmern und dann ableiten. Die Alternative zu dieser meist erfolgreichen Behandlungsart ist ein endoskopischer Eingriff und das Anlegen eines Ureterstents. Komplizierte Steinstraßen oder weitere Begleitsymptome erfordern allerdings ein anderes Vorgehen, z. B. die Nephrostomie (Ausleitung des Urins aus dem Nierenbecken über einen Schlauch unter Umgehung der ableitenden Harnwege).